# 颜一烟
颜一烟（1913年—1997年），原名颜毓芳，笔名心、新、痕、穷人、颜丁等，女，满族，北京人，中国电影剧作家。

## 生平
颜一烟來自滿族正黃旗，她的继母是末代皇帝的族姐。1925年夏天考入北京师范大学附属小学五年级。两年后被保送到北京师范大学附属中学。1928年，她创作的第一个剧本——两幕话剧《黄花岗》在温泉女中演出。
1928年以后，她先后在北平的《新晨报》、《华北日报》和天津的《大公报》等报刊上发表短篇小说。1930年，颜一烟考入河北省立女子师范学院中文系。1932年來到北京大学中文系读书。1934年，颜一烟考入日本早稻田大学文学部。
中国抗日战争爆发以后，颜一烟回到中國，在上海创作了剧本《祝出征》、《九·一八以来》。1938年5月，颜一烟从西安八路军办事处步行赴延安，到抗日军政大学五大队学习。同年9月，她加入了中国共产党组织。在担任抗大文工团编剧组长期间，她写了《保卫大武汉》、《炸弹》、《凶手》、《窑黑子》等剧本。
第二次國共內戰时期，颜一烟来到东北地区創作戲劇。1948年，颜一烟发表了中篇小说《活路》；同年，她出任东北电影制片厂编剧。
1953年，她加入中国作家协会、中国戏剧家协会和中国电影家协会。1956年，调任北京电影制片厂编剧。